# Liste der Einträge im National Register of Historic Places im Adair County (Iowa)

Lage des Adair County in Iowa

Die Liste der Einträge im National Register of Historic Places im Adair County in Iowa führt die Bauwerke und historischen Stätten im Adair County auf, die in das National Register of Historic Places aufgenommen wurden.

## Aktuelle Einträge
| [ 2 ] | Name                                                                | Bild                                                                | Eintragsdatum        | Lage | Ort                       | Beschreibung                                                                                            |
| ----- | ------------------------------------------------------------------- | ------------------------------------------------------------------- | -------------------- | --- | ------------------------- | --- |
| 1     | Adair County Courthouse                                             | Adair County Courthouse                                             | 1981 ID-Nr. 81000224 | Iowa Avenue Ecke 1st Street 41° 18′ 17″ N, 94° 27′ 35″ W                                                   | Greenfield                | 1891 im neuromanischen Stil aus Backsteinen errichtetes Justiz- und Verwaltungsgebäude des Adair County |
| 2     | Adair County Democrat-Adair County Free Press Building              |                                                                     | 2011 ID-Nr. 10001203 | 108 East Iowa Street 41° 18′ 18″ N, 94° 27′ 38″ W                                                          | Greenfield                | |
| 3     | Adair Viaduct                                                       | weitere Bilder                                                      | 1998 ID-Nr. 98000775 | Brücke der Business Route 80 über die Gleise der Iowa Interstate Railroad 41° 29′ 56″ N, 94° 38′ 23″ W     | Adair                     | 1923 errichtete Straßenbrücke                                                                           |
| 4     | Catalpa                                                             | Catalpa                                                             | 1974 ID-Nr. 74000776 | Henry A. Wallace Road Ecke 290th Street 41° 13′ 55″ N, 94° 21′ 37″ W                                       | südöstlich von Greenfield | 1887 angelegte Farm; auch als Wallace Farm bekannt                                                      |
| 5     | Chicago, Rock Island and Pacific Railroad: Stuart Passenger Station | Chicago, Rock Island and Pacific Railroad: Stuart Passenger Station | 1980 ID-Nr. 80001428 | Front Street 41° 30′ 10″ N, 94° 18′ 56″ W                                                                  | Stuart                    | 1868–1869 errichtete Bahnstation der früheren Chicago, Rock Island and Pacific Railroad                 |
| 6     | Greenfield Public Square Historic District                          |                                                                     | 2014 ID-Nr. 14000623 | 102–362 Public Square, 201–215 South 1st Street, 107–110 East Iowa Street 41° 18′ 17,6″ N, 94° 27′ 39,7″ W | Greenfield                | |
| 7     | Hotel Greenfield                                                    | Hotel Greenfield                                                    | 2011 ID-Nr. 11000812 | 110 East Iowa Street 41° 18′ 18″ N, 94° 27′ 38″ W                                                          | Greenfield                | 1919–1920 im neoklassizistischen Stil errichtetes Hotel                                                 |
| 8     | Loucks Grove Church                                                 |                                                                     | 1995 ID-Nr. 95001314 | Quebec Avenue 41° 25′ 30″ N, 94° 23′ 40″ W                                                                 | Jefferson Township        | 1895 im neugotischen Stil errichtete Kirche                                                             |
| 9     | Warren Opera House Block and Hetherington Block                     | Warren Opera House Block and Hetherington Block                     | 1979 ID-Nr. 79000880 | 156 Public Square 41° 18′ 17″ N, 94° 27′ 26″ W                                                             | Greenfield                | 1896 im neuromanischen Stil errichtetes Musiktheater; heute Kulturzentrum                               |